# Maki Onaga
Maki (マーキー Mākī?,  23 de agosto de 1987) es una cantante y actriz japonesa originaria de la ciudad de Urasoe en la Prefectura de Okinawa. Es conocida por haber sido la vocalista de la banda HIGH and MIGHTY COLOR. Su nombre real es Maki Onaga (翁長麻紀 Onaga Maki?).
Su hermano mayor fue la gran influencia sobre Maki en la inclinación que tiene hacia la música. Antes de comenzar su carrera musical junto a HIGH and MIGHTY COLOR, tenía decidido irse a estudiar a Canadá para perfeccionar su inglés, pero tras conocer a la banda decidió finalmente quedarse con ellos para finalmente debutar el año 2005. Ella es la única de su banda que sabe hablar inglés, y también es la miembro más joven. Aparte de su labor como vocalista también escribe los temas junto a sus compañeros de banda. El apodo que Maki comenzó a utilizar públicamente es el katakana マーキー, que se entiende normalmente en Japón como Markie, pero esta es una excepción. La forma correcta de haber pasado su nombre a katakana sería マキ, y se desconoce por qué razón decidió ponerle los alarga vocales.
Su debut en el cine como actriz lo realizó el año 2007 al interior de la película Anata wo Wasurenai. Este es su primer trabajo que realiza aparte de estar en la banda, y hasta el momento no ha grabado
temas como solista.
Por el mes de mayo del año 2008 se corría rumores de que Maki contraería matrimonio. Días después, aparte de que crecía más ese rumor, se dio a conocer que el matrimonio de Maki estaba confirmado. El 22 de junio, Maki contrajo matrimonio con Masato Nakamura, que en 1988 integró la famosa banda Dreams come True. Después de algunos meses, se corría otro rumor, Maki dejaba la banda, el cual fue confirmado. Según palabras de la misma Maki, era porque quería dedicarse un poco a su vida matrimonial, como buena esposa. El 15 de octubre, High and Mighty Color saca su último single junto a Maki el cual fue denominado "Remember", el cual tuvo grandes ventas. El grupo organizó un concierto en despedida de Maki el cual se realizó el 28 de enero de 2009, que tuvo de nombre "THANKS GIVING" en el cual se escucharon las canciones más famosas de ellos y una dolorosa despedida tanto para el grupo como para los fanes. Ella y su pareja está esperando su primer hijo juntos. Actualmente pertenece a una banda llamada DracoVirgo, en la que lleva desde 2017.